# Aspidoniscus perplexus
Aspidoniscus perplexus är en kräftdjursart som beskrevs av Menzies och Schultz 1968. Aspidoniscus perplexus ingår i släktet Aspidoniscus och familjen Haploniscidae. Inga underarter finns listade i Catalogue of Life.